# Dioscorea tokoro
Dioscorea tokoro är en enhjärtbladig växtart som beskrevs av Tomitaro Makino och Kingo Miyabe. Dioscorea tokoro ingår i släktet Dioscorea och familjen Dioscoreaceae. Inga underarter finns listade i Catalogue of Life.